# المشارب (جبلة)

تعديل مصدري - تعديل

المشارب محلة تابعة لقرية الخورات، التابعة لعزلة الثوابي بمديرية جبلة إحدى مديريات محافظة إب في الجمهورية اليمنية، بلغ تعداد سكانها 160 حسب تعداد اليمن لعام 2004.